# 白馬の少女
『白馬の少女』（はくばのしょうじょ）は、わたなべまさこによる日本の漫画作品。集英社、『少女ブック』の1959年9月号〜1962年8月号にて丸3年に渡って連載された。単行本未収録。
馬が上手に描けず擬人化してしまったとの裏話を作者が語っている。

## ストーリー
赤松病院の院長夫妻に女児が誕生。みちると名付けられるが、生後間もなく誘拐されて行方知れずになる。赤松家の召使いの娘で子守の松子にも、みちると同じ日に生まれた妹・梅子がいたが、梅子が8歳の時、松子と梅子の父・豊は、貧しさから脱するために出奔。梅子は父を追って南の島ババハイ島へ辿り着く。そこで梅子はデージィと名乗る同い年の少女に助けられる。デージィは島に邸宅を持つ貴族チャイコフスキーの娘で、母はない。だがチャイコフスキーの実体は海賊のルンパンだった。梅子の父・豊は、海賊ルンパンの手下となっていた。
ある時チャイコフスキーこと海賊ルンパンは仕事のため、豊、梅子、デージィをつれて日本へ行く。デージィは、日本で赤松夫人の真理子と親しくなるが、父ルンパンの悪事を知って、豊と一緒にババハイ島へ帰る。しかし、デージィは重病になる。デージィは知らずにいるが、ルンパンが赤松家から誘拐して育てた娘みちるが、実はデージィだった。島へ戻ったルンパンは、病気のデージィを赤松家に返す決心をして、日本へ行き、自首する。実の両親と巡り会えてデージィの病気も治り、梅子とも仲良く赤松家で暮らしていたが、育ての親ルンパンが死刑になりそうで悲しい毎日。やがてルンパンはデージィに思いを残しながら脱獄。デージィはルンパンが恋しくても、優しい祖母や実母真理子にはそれが言えない。
やがて、デージィ、豊、梅子は、赤松家を離れて日本を出るが、船の遭難事故に遇い、豊、梅子は救出されて日本の赤松病院に入院。赤松家の人々は行方不明のデージィの身を案じるばかり。そのデージィは、船の事故の後、南の島ババハイ島へ流れ着いていたが、記憶喪失になっていた。しかし島の暮らしは心地よく、動物達もなついていて、白馬ツバサもデージィには可愛い愛馬だった。一方、赤松病院では、父と妹を見舞いに来た松子が、若い医師田口と親しくなるが、田口は、新薬製造のために必要な薬草を採りに、ババハイ島へ赴任することが決まる。
ふたたびデージィことみちると実母真理子の再会の機会がやって来た。ババハイ島の暮らしに戻ったチャイコフスキーこと海賊ルンパンは、記憶の戻らないままの娘デージィをつれて、仕事で日本へ来ていた。ある日赤松夫人真理子は、赤松院長の母（真理子の姑、みちるの祖母）が所有する牧場のある別荘地で、車の事故で負傷していた少女を助ける。みちるとよく似た少女だったが、彼女はデージィと名乗り、真理子とは初対面だと言う。信じきれなくて悲しむ真理子。みちるであることを忘れているデージィも、真理子に不思議な懐かしさを覚えるが、魅かれる理由がわからない。みちるが実母と暮らせる日は来るのだろうか？　みちることデージィの慕う父はいつまで海賊ルンパンの仕事を続けるのか…？（以下略）

## 登場人物
- 赤松みちる＝デージィ・チャイコフスキー
- 貴族チャイコフスキーこと海賊ルンパン
- 赤松病院の院長
- 赤松院長夫人・真理子
- 赤松院長の母、牧場オーナー
- 赤松家の召使い・松子
- 松子の妹・梅子
- 松子と梅子の父・豊
- 赤松病院の医師・田口

## メモ
- 主要人物の設定と物語のプロットは『王女ミナ子』（1963年〜1964年『りぼん』連載）に受け継がれている。